# Rivière Armitage
Pour les articles homonymes, voir Armitage.
La rivière Armitage est un affluent du lac Chibougamau, coulant dans la ville de Chibougamau, en Jamésie, dans la région administrative du Nord-du-Québec, dans la province de Québec, au Canada.
Le cours de la rivière coule dans les cantons de Lemoine et de Dollier.
Le bassin versant de la rivière Armitage est accessible par l'embranchement d'une route forestière desservant le côté est du lac Chibougamau ; cette dernière est reliée par le nord à la route 167 qui dessert aussi le côté sud du lac Waconichi et de la rivière Waconichi. Cette dernière route vient de Chibougamau, remontant vers le nord-est jusqu'à la partie sud-est du lac Mistassini.

## Géographie
Les principaux bassins versants voisins de la rivière Armitage sont:
- côté nord: lac Chibougamau, rivière Chibougamau, lac Waconichi, lac Mistassini (baie du Poste), rivière Pipounichouane;
- côté est: rivière Nepton, rivière Nepton Nord, rivière Boisvert, rivière du Chef;
- côté sud: rivière Boisvert, lac Chibougamau, rivière Normandin;
- côté ouest: lac Chibougamau, rivière Chibougamau, lac aux Dorés, rivière Énard.

La rivière Armitage prend sa source à l'embouchure du lac André (altitude: 409 m) dans le canton de Dollier. Cette source est située :
- au sud de l'embouchure de la rivière Armitage (confluence avec la rivière Chibougamau);
- au sud-est du Lac Chibougamau;
- au sud du Lac Waconichi;
- au sud du lac Mistassini;
- au nord-est du centre de Chapais;
- au sud-est du centre-ville de Chibougamau;
- au nord-est de l'embouchure de la rivière Chibougamau (confluence avec la rivière Opawica);
- à l'est de l'embouchure de la rivière Nottaway.

À partir de sa source (lac André), la rivière Armitage coule sur environ 26 km généralement vers le nord-est, selon les segments suivants:
- vers le nord-est dans le canton de Dollier en zone de marais en traversant un petit lac non identifié (altitude: 408 m jusqu'à la décharge du lac Guy (venant du sud);
- vers le nord-est dans le canton de Dollier traversant quelques zones de marais, en parallèle à la rive Nord-Ouest du lac Stella que le courant de la rivière traverse sur seulement une centaine de mètres à son extrémité nord-est, jusqu'à la limite Sud du canton de Lemoine;
- vers le nord-est, jusqu'à la rive Sud-Ouest du lac Armitage;
- vers le nord-est, en traversant le lac Armitage (altitude: 407 m) jusqu'à son embouchure;
- vers le nord-est, jusqu'au ruisseau Villegagnan (venant de l'est);
- vers le nord-est en ligne droite, jusqu'à son embouchure[2].

La rivière Armitage se déverse sur la rive Sud de la baie Girard laquelle est une extension de la baie des îles, au nord-est du lac Chibougamau. À partir de l'embouchure de la rivière Armitage, une presqu'île s'avance en ligne droite vers le nord-est dans la baie jusqu'à la pointe Needle. L'entrée de cette baie a une ouverture entre la pointe Needle et la pointe Boulder (sur la rive est).
À partir de cette embouchure, le courant coule en traversant cette baie vers l'ouest laquelle comporte de nombreuses îles, en traversant vers l'ouest le lac Chibougamau en contournant l'île du Portage. Le lac Chibougamau s'avère la principale source  de rivière Chibougamau.
À partir de l'embouchure du lac Chibougamau, le courant traverse le Lac aux Dorés, puis descend généralement vers le Sud-Ouest (sauf les grands S de la partie supérieure de la rivière) en empruntant la rivière Chibougamau, jusqu'à sa confluence avec la rivière Opawica. À partir de cette confluence, le courant coule généralement vers le sud-ouest par la
rivière Waswanipi, jusqu'à la rive est du lac au Goéland. Ce dernier est traversé vers le nord-ouest par la rivière Waswanipi qui est un affluent du lac Matagami. Finalement le courant emprunte la rivière Nottaway pour se déverse dans la Baie de Rupert, au Sud de la Baie James.

## Toponymie
Cet hydronyme évoque l'œuvre de vie de Reginald S. Armitage (1892-1955), vice-président de la compagnie forestière Price Brothers Limited. Armitage a exercé un rôle majeur comme pionnier et promoteur du développement des richesses naturelles de la région.
Le toponyme rivière Armitage a été officialisé le 5 décembre 1968 à la Commission de toponymie du Québec, soit à la fondation de cette commission.